# Ton Leussink
Antonius Marinus Leussink (Ahaus, 11 oktober 1933 – Wageningen, 27 augustus 1987) was een Nederlandse voetballer die als verdediger uitkwam voor WVV Wageningen.

## Jeugd en profcarrière
Leussink begon met voetballen bij de jeugd van Wageningen 1911. Zijn debuut als profspeler kwam in 1952 bij WVV Wageningen op 18-jarige leeftijd. Hij speelde van seizoen 1952/53 tot 1959/60 voor WVV Wageningen. Hij stond bekend als een bikkelharde verdediger met een krachtig linkerbeen. Leussink scoorde in 127 wedstrijden slechts één keer. Dit was op 29 januari 1956 in de wedstrijd  Wageningen – Leeuwarden met als uitslag: 3 – 1.  

## Na profcarrière
In 1960 beëindigde Leussink zijn profcarrière. Hij verruilde Wageningen voor de amateurvoetbalvereniging Cito Harten Rijn Combinatie (CHRC) in Renkum en speelde hier een aantal seizoenen in het eerste elftal. In 1963 verruilde Leussink CHRC voor de Wageningense Arbeiders Voetbal Vereniging (WAVV), waar hij twee seizoenen meespeelde in het eerste elftal. Ook was Leussink vanaf dat moment nog jaren actief bij WAVV als jeugd- en hoofdtrainer. Daarnaast nam Leussink plaats in verschillende besturen van de club.